# Bruno Warendorp († 1411)

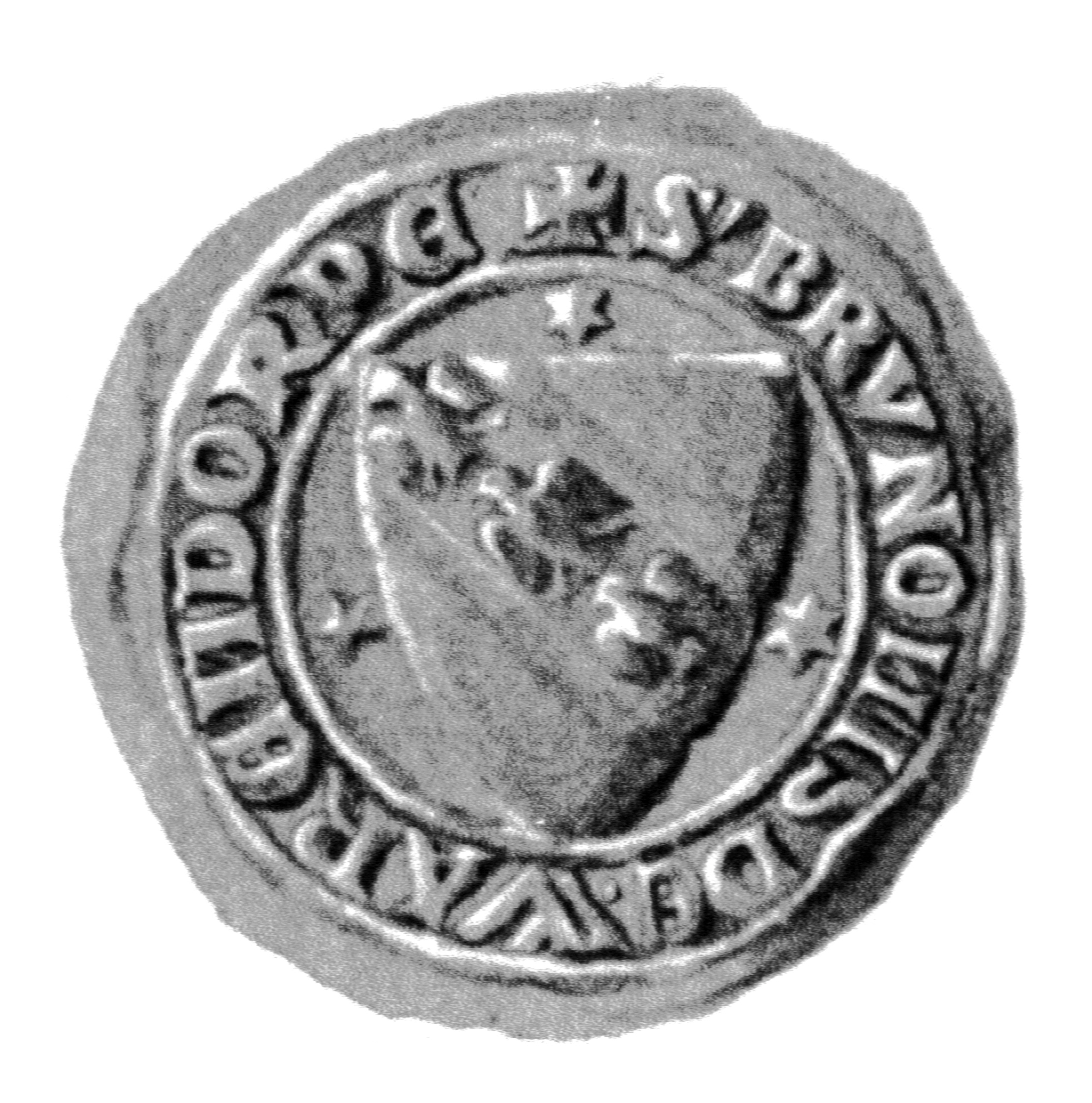
Siegel des Bruno Warendorp (um 1408)

Bruno Warendorp der Jüngere († 1411) war Ratsherr der Hansestadt Lübeck.

## Leben
Bruno Warendorp war Sohn des Lübecker Bürgers Wilhelm Warendorp und Enkel des Lübecker Bürgermeisters Bruno Warendorp. Der Jüngere wird er zur Unterscheidung von dem Lübecker Bürgermeister Bruno von Warendorp genannt, mit dem er zeitgleich dem Lübecker Rat angehörte. Bruno Warendorp der Jüngere wurde 1367 in den Lübecker Rat gewählt. Er vertrat die Stadt auf den Hansetagen der Jahre 1388 bis 1405. Er verließ die Stadt im Zuge der bürgerlichen Unruhen des Jahres 1408 und schloss sich der Klage des Alten Rates gegen den Neuen Rat an. Der Neue Rat zog sein in Lübeck zurückgebliebenes Vermögen ein.
Warendorp war Mitglied der patrizischen Zirkelgesellschaft. In erster Ehe war er verheiratet mit Elisabeth, geb. Wullenpunt. In zweiter Ehe heiratete er Gertrud, eine Tochter des Ratsherrn Johann Lange. Er bewohnte bis zum Exil das Haus Königstraße 77. Der Ratsherr Bruno Warendorp († 1457) war sein Sohn; der Ratsherr Tidemann Morkerke ein Schwiegersohn.